# Sgairneach Mhòr
Der Sgairneach Mhòr ist ein als Munro und Marilyn eingestufter, 991 Meter hoher Berg in Schottland. Sein gälischer Name kann in etwa mit Großer Geröllhaufen oder Großer steiniger Hügel übersetzt werden.
Er liegt in der Council Area Perth and Kinross in den Grampian Mountains östlich von Loch Ericht und südlich von Dalwhinnie in der  Berggruppe der Drumochter Hills. Die als Site of Special Scientific Interest (SSSI) ausgewiesene Berggruppe erstreckt sich westlich und östlich des Pass of Drumochter, über den mit der A9, der National Cycle Route 7 und der Highland Main Line die wichtigsten Straßen- und Eisenbahnverbindungen der Highlands in Nord-Süd-Richtung verlaufen. Der Sgairneach Mhòr ist der zweithöchste Gipfel der Drumochter Hills, die insgesamt sieben Munros sowie weitere, niedrigere Gipfel umfassen. 

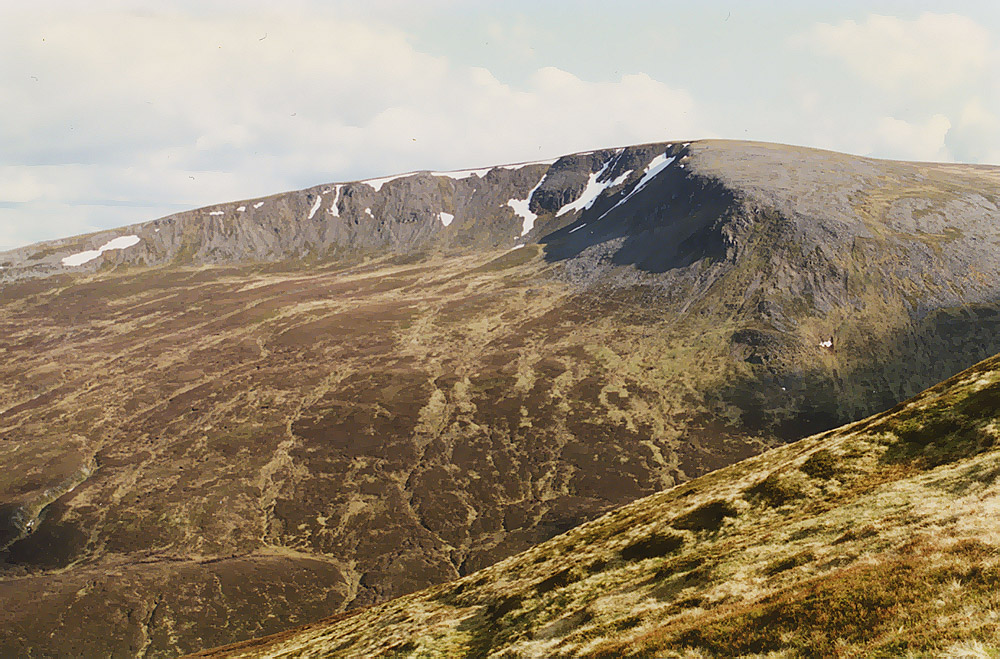
Blick vom Nordostgrat des Beinn Udlamain nach Südosten zum Sgairneach Mhòr mit dem Coire Creagach

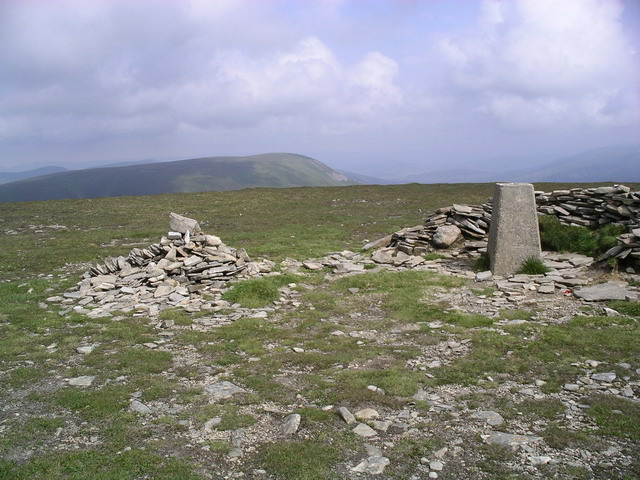
Der Gipfelcairn und ein Trigonometrischer Punkt auf dem höchsten Punkt des Sgairneach Mhòr, im Hintergrund der nördlich benachbarte A’ Mharconaich

Der Sgairneach Mhòr liegt südlich des Coire Dhomhain, das ihn von den benachbarten Munros Beinn Udlamain und A’ Mharconaich trennt. Er besitzt ein flaches Gipfelplateau, das in vier Graten ungefähr in alle vier Himmelsrichtungen ausläuft. Der kurze Nordgrat und der längere und schmale Ostgrat umschließen die markanten, direkt unterhalb des Gipfels liegenden Felswände des Coire Creagach, das hoch über dem Coire Dhomhain aufragt. Nach Osten schließt sich, getrennt von einem tief eingeschnittenen kleinen Bachlauf, der 803 Meter hohe, vor allem unter der Bezeichnung The Sow of Atholl bekannte, vom Pass of Drumochter gut sichtbare Meall an Dobharchain an. Am Ende des Westgrats, der auf seiner Nordseite mit steilen Grashängen abfällt, nach Süden jedoch breit und flacher ausläuft, liegt der 809 Meter hohe Bealach am Càrn ’lc Loumhaidh, der zugleich den Talschluss des Coire Dhomhain darstellt. Über ihn ist ein Übergang zum Beinn Udlamain möglich. Der breite, sanft abfallende Südgrat leitet über zum südlichen, 919 Meter hohen Vorgipfel Màm Bàn, südlich davon fällt der Grat weiter sanft bis in das südöstlich liegende Tal des Allt Shallainn ab, unterbrochen lediglich von einzelnen Felskuppen. 
Ausgangspunkt für eine Besteigung des Sgairneach Mhòr ist ein Parkplatz südlich des Pass of Drumochter an der A9. Vom Startpunkt ausgehend führt der Zustieg zunächst durch das Coire Dhomhain und dann an der Nordostflanke des Berges steil ansteigend zum Ostgrat des Sgairneach Mhòr. Alternativ kann auch das Coire Dhomhain bis zum Talschluss am Càrn ’lc Loumhaidh auf gut 800 Meter Höhe begangen werden. Von dort führt der breite Westgrat auf den Gipfel. Viele Munro-Bagger besteigen im Rahmen einer Tour auf den Sgairneach Mhòr auch die benachbarten Munros Beinn Udlamain  und A’ Mharconaich über die hochliegenden Verbindungsgrate. 